# 25593 Камільжордан
25593 Камільжорда́н (25593 Camillejordan) — астероїд головного поясу, відкритий 28 грудня 1999 року.
Тіссеранів параметр щодо Юпітера — 3,517.